# Alice et la Statue qui parle
Alice et la Statue qui parle (titre original : The Whispering Statue, littéralement : La Statue qui murmure) est le quatorzième roman de la série américaine Alice (Nancy Drew en VO) écrit par Caroline Quine, nom de plume collectif de plusieurs auteurs. L’auteur de ce roman est Mildred Wirt Benson. 
Aux États-Unis, le roman a été publié pour la première fois en 1937 par Grosset & Dunlap, New York. 
En France, il est paru pour la première fois en 1967 chez Hachette Jeunesse dans la collection « Idéal-Bibliothèque » sous le no 323, et n'a plus été réédité depuis 1993. 

## Résumé
Remarque : le résumé est basé sur l'édition cartonnée non abrégée parue en 1967 en langue française.
L'avoué James Roy devant voyager pour affaire à Sea Cliff, une station balnéaire sur la côte Atlantique, il invite sa fille Alice et les meilleures amies de celle-ci, Bess et Marion, à l'accompagner. 
Avant le départ, les trois jeunes filles se rendent à l'inauguration d'un parc public dans leur ville de River City. Un petit chien errant de race fox-terrier, suit les jeunes filles dans tous leurs déplacements au parc. Elles tentent de l'éloigner, mais l'animal, à qui Bess a donné le nom de Togo, est tenace : il fait bêtise sur bêtise et finit par s'emparer d'un sac à main oublié sur un banc, qu'il jette dans le lac. Quand Alice apprend que le sac appartient à Mme Crabby, l'oratrice qui doit prononcer le discours d'inauguration, et que le discours se trouve dans le sac à main, elle demande aux jardiniers de repêcher l'objet. Mme Crabby remercie Alice et lui dit qu'elle ressemble trait pour trait à une statue qui se trouve à Sea Cliff, dans une vieille propriété appelée Le Domaine enchanté... Togo ayant suivi Alice jusque chez elle, la jeune fille décide de garder l'animal.
James Roy, Alice et ses amies prennent le train pour Sea Cliff. L'espiègle Togo les a suivi et est monté à bord à leur insu. Il s'assied près d'une vieille dame et joue avec le pan de sa mante, une cape de femme avec capuchon. Le vêtement se retourne et Alice remarque que des poches ont été aménagées dans la doublure, et qu'elles sont présentement gonflées de billets de banque. Alice note qu'un jeune homme à l'expression sournoise a également aperçu les billets ; il vient s'assoir près de la vieille dame et engage la conversation avec elle. Le contrôleur apprend à Alice que la dame s'appelle Mlle Morse. À la descente du train, Alice alerte la vieille femme du danger que peut représenter le jeune homme. À sa grande surprise, la femme lui répond sèchement de se mêler de ses affaires.
À l'hôtel où Alice et ses amis sont descendus, une valise qui ne leur appartient pas leur est livrée. Le nom indiqué sur la valise est celui de Mlle Morse. Au grand étonnement de tous, la valise contient une perruque et des vêtements de veille femme. Ainsi donc, Mlle Morse s'était déguisée en dame âgée ! Mais pour quelle raison ? C'est ce qu'Alice va tenter de découvrir.

## Personnages

### Personnages récurrents
- Alice Roy : jeune détective amateur blonde, orpheline de mère, fille de James Roy.
- James Roy, avoué[3] de renom, père d'Alice Roy, veuf.
- Bess Taylor : jeune fille blonde et rondelette, une des meilleures amies d'Alice.
- Marion Webb : jeune fille brune et sportive, cousine germaine de Bess Taylor et une des meilleures amies d'Alice.
- Ned Nickerson : jeune homme brun et athlétique, ami et chevalier servant d'Alice, étudiant à l'université d'Emerson.
- Sarah : la fidèle gouvernante des Roy, qui a élevé Alice à la mort de sa mère.
- Togo : le chien fox-terrier d'Alice.

### Personnages spécifiques à ce roman
- Mme Crabby (Mrs. Owen en VO) : la présidente de la Fédération des Clubs féminins.
- Joe Mitza : jeune homme malfaiteur.
- Fanny Morse (Fanny Morse / Bernice Conger (sa véritable identité en VO) : mère de Joe Mitza.
- Charles Crabby (Mr. Owen en VO) : le Président-directeur général de la "Crabby & Wormrath", à Sea Cliff.
- Jack Stock : jeune homme de Sea Cliff.
- Harvey Trilux : vieil homme en cure à Sea Cliff.

## Éditions françaises
Note : Toutes les éditions ont paru aux éditions Hachette Jeunesse.
- 1967 : Alice et la Statue qui parle — coll. « Idéal-Bibliothèque » no 323, cartonné avec jaquette, texte original[4]. Illustré par Albert Chazelle. Traduit par Anne Joba. 25 chapitres. 186 p.  ;
- 1972 : Alice et la Statue qui parle — coll. « Bibliothèque verte », cartonné, texte abrégé. Illustrations d'Albert Chazelle. Traduit par Anne Joba. 25 chapitres. 184 p.  ;
- 1983 : Alice et la Statue qui parle — coll. « Bibliothèque verte », cartonné (série "striée")[5], texte abrégé. Couverture de Joseph Sheldon. Illustrations intérieures d'Albert Chazelle. Traduit par Anne Joba. 25 chapitres. 184 p.  ;
- 1983 : Alice et la Statue qui parle — coll. « Bibliothèque verte » no 467, format poche souple, texte abrégé). Illustré par Philippe Daure.

## Remarques
- Ce roman a paru en France dans une version abrégée par rapport à la version originale anglaise.
- C'est dans ce roman qu’apparaît pour la première fois Togo, le petit chien d'Alice, de race fox-terrier.